# Portada/efemèride gener 21
Terry Jones
« 20 de gener · 21 de gener · 22 de gener »